# Obrium ruficolle
Obrium ruficolle es una especie de escarabajo longicornio del género Obrium, categorizada en la tribu Obriini, de la subfamilia Cerambycinae. Fue descrita por Bates en 1885.

## Descripción
Mide 5-10 mm de longitud.

## Distribución
Se distribuye por Costa Rica, Guatemala, Honduras, México y Nicaragua.